# Північно-Осетинська автономна область
Північно-Осетинська автономна область (Північно-Осетинська АО) (рос. Северо-Осетинская автономная область (Северо-Осетинская АО)) — адміністративно-територіальна одиниця РРФСР, що існувала у 1924–1936 роках.
Адміністративний центр — місто Владикавказ (не входив до складу області).

## Історія
Північно-Осетинська АО була створена 7 липня 1924 з Осетинського національного округу скасованої Горської АРСР. Центром області було призначено місто Владикавказ, що не входило до складу області, мало статус автономного міста і було також центром Інгуської автономної області.
З 16 жовтня 1924 року Північно-Осетинська АО у складі Північно-Кавказького краю.
15 січня 1934 після об'єднання Інгуської АО і Чеченської АО в Чечено-Інгуську автономну область місто Орджонікідзе стало центром тільки Північно-Осетинської АО, увійшовши до її складу.
З прийняттям нової сталінської конституції 5 грудня 1936 Північно-Осетинська АО була виведена зі складу Північно-Кавказького краю і перетворена в Північно-Осетинську АРСР.

## Адміністративний поділ
Станом на 1 жовтня 1931 до складу області входили 5 районів:
1. Алагір-Ардонський — с. Алагір
2. Дзауджикауський — м Орджонікідзе (не входив до складу району)
3. Дігорський — с. Христіановське
4. Правобережний — с. Тулатове
5. Притеречний — ст-ця Ардонська

## Населення
За результатами всесоюзного перепису населення 1926 року населення області становило 152 435 чол.
Національний склад населення розподілявся наступним чином:
| Національність | Населення, осіб | Кіль-сть, % |
| -------------- | --------------- | ----------- |
| Осетини        | 128 321         | 84,2        |
| Українці       | 10 301          | 6,8         |
| Росіяни        | 10 063          | 6,6         |
| Німці          | 1 502           | 1,0         |

## Ресурси Інтернету
- Административно-территориальное деление РСФСР(рос.)